# モノフォニックシンセサイザー
モノフォニックシンセサイザー とは、シンセサイザーの中で単音発声機能のみを有する機種に対する呼称。

## 概要
シンセサイザーは電子的に構築された音源に手弾き或いはシーケンサーなどの入力機器で情報を送る事によって演奏する構造になっているが、原則として音源は単音のみ発声する様になっている。この為、初期のシンセサイザーは、複数の鍵を押さえても、その内のいずれかの鍵のみに反応するという構造になっていた(従ってこの時のシンセサイザーは、入力に鍵盤を用いてはいたが、楽器としての構造自体はむしろトランペットやクラリネットの様な「管楽器」に相当していたと考えられる)。
ひとつのキーボードで和音を構築する為には、和音を構築する為に必要な数の音源を用意し、同時にキーボードはそれぞれの音源に異なる演奏情報を送信する機能を有する必要がある。しかし、市場に出回り始めた当初(1960年代後半～1970年代前半)は、そこまで電子技術が進歩しておらず、また当時は音源等を構築する機材の価格も高価だった為、原則としてひとつの音源部で構築されていた。
1970年代半ば以降、電子技術の進歩とコストの削減によって、和音を奏でる事が出来るシンセサイザーが「モーグ」や「ヤマハ」を筆頭に各メーカーから発売されたが、それらは、以前のシンセサイザーと区別する為「ポリフォニックシンセサイザー」と呼称された。そして便宜上「ポリフォニックではないシンセサイザー」という意味で、単音のシンセサイザーを「モノフォニックシンセサイザー」と呼称する様になった。

## 2音対応機種
ポリフォニックシンセサイザーが登場する以前、シンセサイザーは基本的に単音楽器だったが、その中で例外的に2音が奏でられるシンセサイザーが存在した。これは、押さえられている鍵のうち、一番高い音高と一番低い音高に対応する情報を、異なったVCOに送信する事で実現した。ただしこれらは機能的に、独立した演奏情報を取得／送信するポリフォニックシンセサイザーとは区別されている。この機能を備えた機種として「アープ・オデッセイ」が先駆的存在であり、その後は「コルグ・800DV」や「ローランド・SH-7」などが発表された。